# 비텐

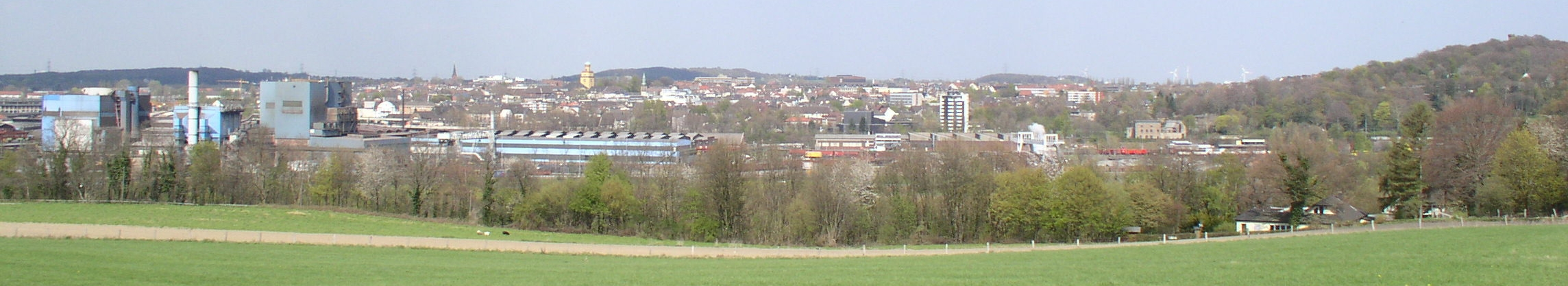

비텐(독일어: Witten)은 독일 서부 노르트라인베스트팔렌주에 있는 도시이다. 인구 98,601(2009)
루르 지방 남부에 위치하며, 루르강 연안에 있다. 북쪽에 도르트문트·보훔이 인접해 있다. 1214년 문헌에 처음 언급되었고, 16세기 이후 광업이 발전했고, 19세기 이후 루르 지방의 산업중심지 중 한 곳으로 성장했다. 1982년 이 도시에 독일 최초의 사립대학교인 비텐 헤르데케 대학교가 개교하였다.